# Villa Oeste
Villa Oeste es una localidad argentina ubicada en el Departamento General San Martín de la provincia de Córdoba. Se encuentra sobre el río Ctalamochita, frente a la ciudad de Villa María y 5 km al noroeste de Villa Nueva, de la cual depende administrativamente.
Es un barrio privado. En 2012 se inauguró una ciclovía que llega hasta la urbanización.

## Población
Cuenta con 55 habitantes (Indec, 2010), lo que representa un incremento del 10% frente a los 50 habitantes (Indec, 2001) del censo anterior.
| Gráfica de evolución demográfica de Villa Oeste entre 1991 y 2010 |
|                                                                   |
| Fuente: Censos nacionales del INDEC                               |